# Назва видання
Назва видáння – одне або кілька слів, які ємко передають зміст видання, графічно виділені на титульному аркуші (обкладинці).

## Види
Розрізняють основну (перша серед інших), альтернативну (друга назва твору, приєднана до першої за допомогою слів «або», «тобто»), складну назви видання (назва твору, яка складається або з двох рівноцінних за значенням окремих речень, або заголовка і підзаголовка).
Назва видання має чітко відповідати тій, яка затверджена в договорі з автором і про анонсована в рекламних проспектах. І автор, і видавець зацікавлені в тому, щоб вона була короткою, ємною, цікавою, інтригуючою, оригінальною. Виняток становлять лише навчальні видання, назви яких мають відповідати назвам нормативних чи факультативних дисциплін, що вивчаються в навчальних закладах. 